# Thụy Hùng, Cao Lộc
Thụy Hùng là một xã thuộc huyện Cao Lộc, tỉnh Lạng Sơn, Việt Nam.
Xã Thụy Hùng có diện tích 22,62 km², dân số năm 1999 là 4.580 người, mật độ dân số đạt 202 người/km².
Theo thống kê năm 2019, xã Thụy Hùng có diện tích 22,62 km², dân số là 4.834 người, mật độ dân số đạt 214 người/km².